# Kanton Boulogne-Billancourt-2
Der Kanton Boulogne-Billancourt-2 ist seit 2015 ein französischer Wahlkreis für die Wahl des Départementrats im Arrondissement Boulogne-Billancourt, im Département Hauts-de-Seine und in der Region Île-de-France. Sein Bureau centralisateur befindet sich in Boulogne-Billancourt. 

## Gemeinde
Der Kanton besteht aus zwei Gemeinden und Gemeindeteilen mit insgesamt 77.149 Einwohnern (Stand: 1. Januar 2022) auf einer Gesamtfläche von 6,49 km²:
| Gemeinde                      | Einwohner 1. Januar 2022 | Fläche km² | Dichte Einw./km² | Code INSEE | Postleitzahl |
| ----------------------------- | ------------------------ | ---------- | ---------------- | ---------- | ------------ |
| Boulogne-Billancourt          | 54.367                   | 2,58       | 21.072           | 92012      | 92100        |
| Sèvres                        | 22.782                   | 3,91       | 5.827            | 92072      | 92310        |
| Kanton Boulogne-Billancourt-2 | 77.149                   | 6,49       | 11.887           | 9205       | –            |

1. ↑   Nur der südliche Teil der Gemeinde, der Rest gehört zum Kanton Boulogne-Billancourt-1.